# Santa María de Mellid
Mellid (llamada oficialmente Santa María de Melide) es una parroquia del municipio de Mellid, en la provincia de La Coruña, Galicia, España.

## Entidades de población
Entidades de población que forman parte de la parroquia:
- Catasol
- Madorra (A Madorra)
- Montecelo
- O Carballal
- O Rañado
- Penas
- Santa María
- Serrallo

## Despoblado
- Puente de Pena

## Demografía
| Gráfica de evolución demográfica de Mellid entre 2000 y 2018 |
|                                                              |
| Población de derecho según el padrón municipal del INE       |